# Сатрапска Јерменија
Сатрапска Јерменија или Нахарарска Јерменија (јерм. Սատրապական Հայաստան или јерм. Նախարարական Հայաստան) - југозападни дио Велике Јерменије, који је након освајања 363-368. године ушао у састав Римског царства. Обухватала је сливове горњег тока западног Тигра и доњег тока ријеке Арацани. Састојала се од пет практично независних сатрапија (кнежевина). 